# آبشار آنکاستر
آبشار آنکاستر (به انگلیسی: Ancaster Heights Falls) آبشاری است که در همیلتون (انتاریو)، کانادا واقع شده و ارتفاع کلی ریزشگاه آن ۱۳٫۴ متر (۴۴ فوت) است.